# ニホンカナヘビ
ニホンカナヘビ（Takydromus tachydromoides）は、カナヘビ科カナヘビ属に分類されるトカゲの一種である。

## 分布
日本（北海道、本州、四国、九州および周辺島嶼の壱岐、隠岐、佐渡島、種子島、屋久島、五島列島など）固有種。

## 形態
全長18 - 25センチメートル。鼻先から尾の先端までの全長は16 - 25センチメートル程度。尾は全長の2/3以上を占める。鱗には光沢がなく、表面はザラザラして乾いた感じに見える。背面の鱗は特に大きく一枚ごとに1本の強い稜線があり、その後端は尖っている。これらの鱗が前後に重なって配列するため、背面全体を前後に走る隆条が形成される。これら背面の鱗は通常6列に並ぶため隆条も6本あり、両外側の隆条が最も強い。体側面の鱗は小さく明瞭な隆条もないが腹面の鱗は背面同様の大きさで弱い隆条と尖った後端をもち、横8列で首から尾の付け根までは20数枚を数える。四肢の鱗もやや大きく稜線があり、尾の鱗も長方形で稜線をもつため全体に隆条を形成する。
背面は灰褐色 - 褐色で腹面は黄白色 - 黄褐色。通常側面には鼻孔の直上から始まり、目・耳を横切り尾の付け根まで達する黒褐色の色帯と目の下縁から始まり耳の下を通って後方に伸びる同色の色帯があり、これら2本の色帯の間は黄白色の帯となっている。しかし時にはこれらの色帯が前肢の付け根あたりまでしかないものもある。
頭部下面には咽頭板と呼ばれる大きな鱗が左右4対並び、最後方のものが最も大きい。これらは下唇の小さい鱗の腹側にあるのが側面からも見える。目も耳もよく発達しており特に耳はニホントカゲに比べて大きく、色も黒っぽいためよく目立つ。四肢はよく発達してそれぞれ5本の指をもち、後肢の第4指は特に長い。後肢の付け根にある鼠蹊孔（鼠蹊腺開口）と呼ばれる小孔は通常2対あるが、時に片側や両側が3個になっているものもある。

## 生態
低地から低山地にかけての草原や藪地、枯れ地などに生息し、民家の庭などでみられることもある。基本的に昼行性であるが、盛夏では炎天下を避けるため専ら木陰や草本の茂み、石や建築物の隙間、といった日照の遮蔽物下で過ごし、積極的に姿を見せる時間帯は早朝や夕刻に集中する。地表を中心とする低い場所を徘徊する。高さ2メートル程度までは木に登ることもある。そのため都市近郊の住宅地がブロック塀などで細分化されるとニホントカゲは個体群が細かく分断されて絶滅しやすいのに対しニホンカナヘビはこうした障壁を乗り越えて遺伝子交流を維持することができ、生き残りやすい。体温調節のために陽の当たるところで静止している姿もよく見られるが人影に驚くとすぐに草木の間などに身を隠し、またすぐに静止して様子をうかがうような行動をとる。ニホントカゲが石や倒木の下に隠れるのに対し、本種は茂みに逃げ込むことが多い。捕まりそうになると尾を自切することがあり、切れた尾が動いている間に逃げる。冬季になると日当たりのよい斜面の地中などで、休眠する。
昆虫やクモなどを食べる。食性は主に動物食であり、捕食者として昆虫やクモ、ワラジムシなどといった、陸生小型節足動物を捕らえて食べている。ただ、時としてそれらの死骸や落下した果実を摂食する等、若干ながらスカベンジャーの性質も備える。飼育下では餌付けされることにより人工配合飼料も食べるようになる。
尾は再生するが再生した尾には骨がなく、時に二又になったものが見つかることもある。夜は茂みや葉上で眠る。
成体は春から夏にかけ交尾し、その際に雄が雌の頭部から腹部にかけてを咬むため交尾した後の雌の体にはV字型の咬み跡が残ることがある。5 - 9月に1回に1 - 8個の卵を、年に1 - 6回に分けて産む。産卵は草の根際などに5月から8月頃にかけ数回行われ、一回の産卵数は2 - 7個程度。卵は白く、産卵直後は長径1.0センチメートル、短径0.6センチメートルくらいの楕球型。ニホントカゲとは違い卵の保護は行わない。卵は発生に必要な水分を周囲の土壌などから吸水して約1.5倍の大きさまで膨らみ約2ヶ月で全長5 - 6センチメートルくらいの幼体が孵化し、ほぼ1年で成体となる。幼体には色帯はなく、全身が黒褐色である。地方にもよるが、11月頃に地中に潜り越冬する。
捕食者としては小型の哺乳類や鳥類、ヘビ類などがある。モズのはやにえにも本種が見られるほか、特にトカゲ類を好むヘビであるシロマダラは本種もよく捕食すると言われている。また幼体のうちはカマキリなどの肉食性昆虫にも捕食されるほか、まれに成体に共食いされることも確認されている。飼育下では冬眠中の個体がワラジムシに食われたケースもあるという。
寿命は10年くらいとされる。ただ、多くは2、3年程度。

## 人間との関係
分布は広く、種として絶滅のおそれは低いと考えられている。

## 画像

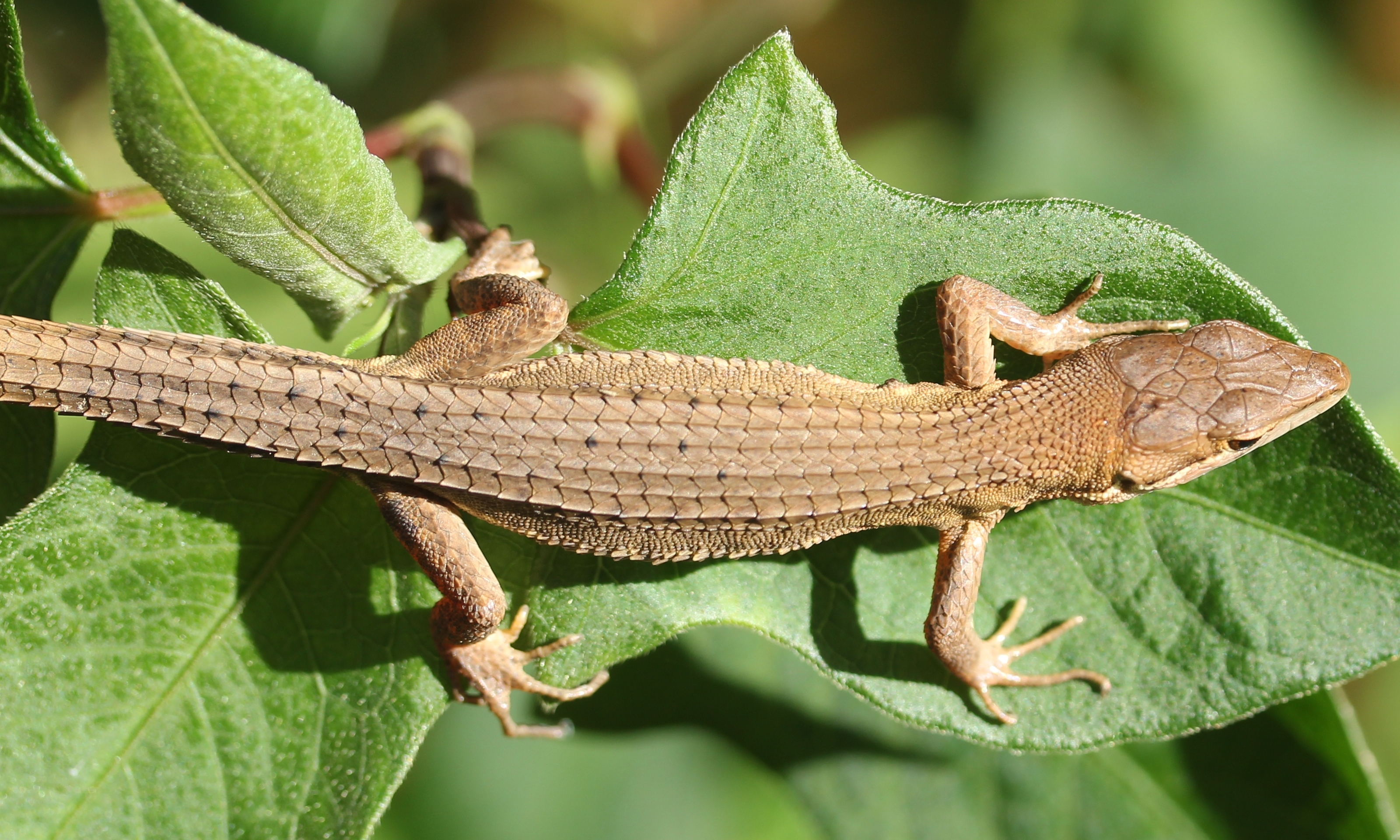
背面
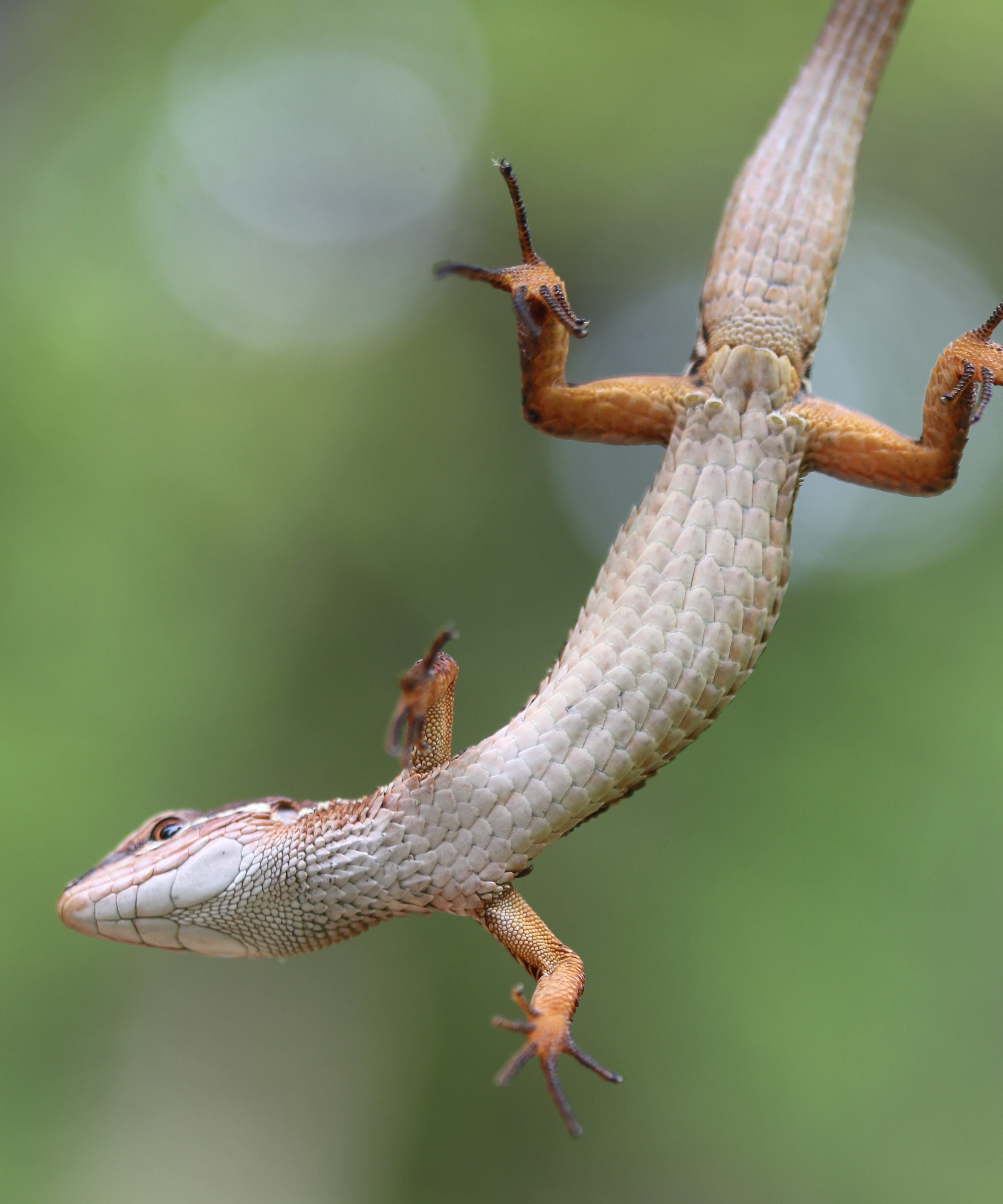
腹面
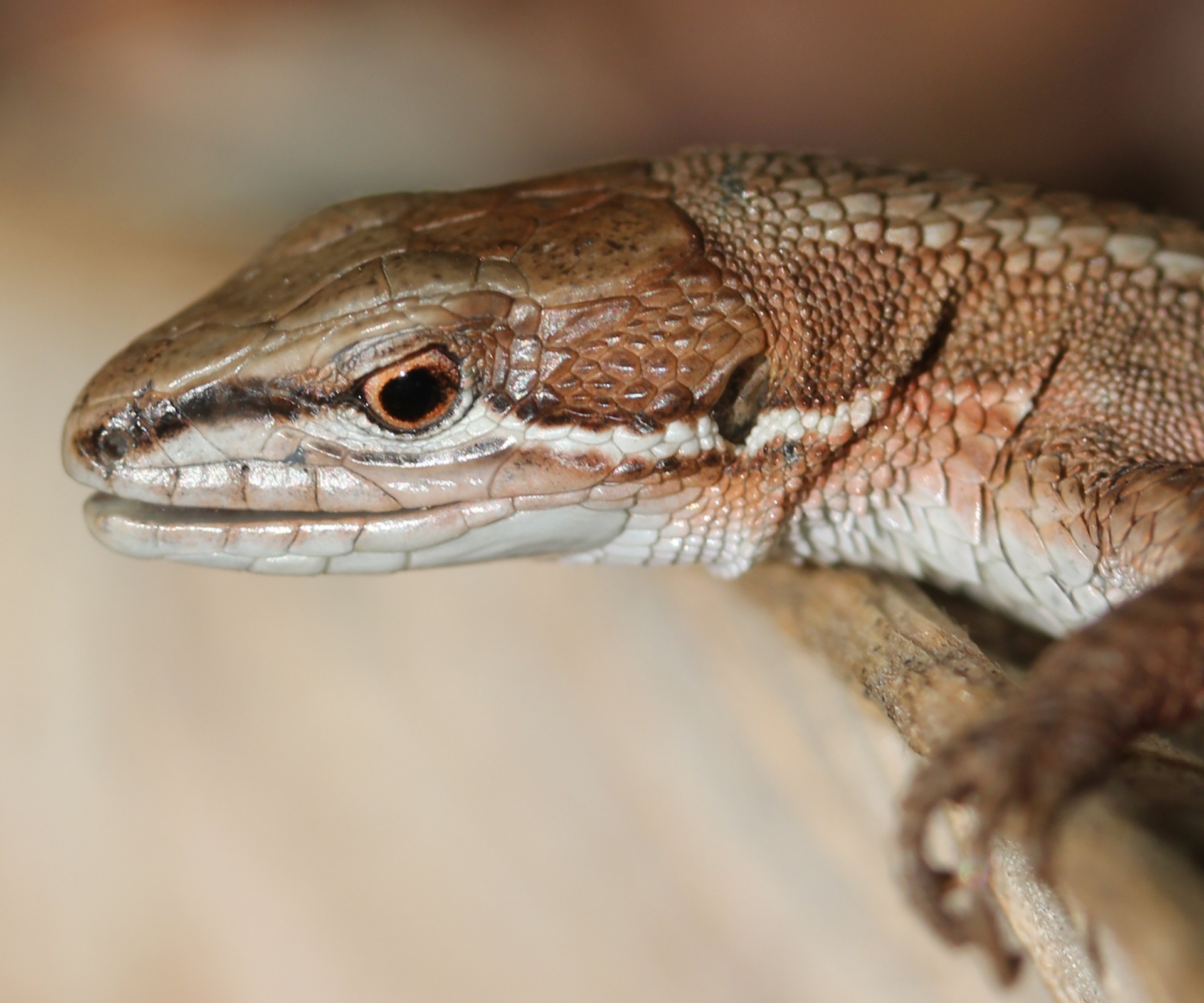
頭部
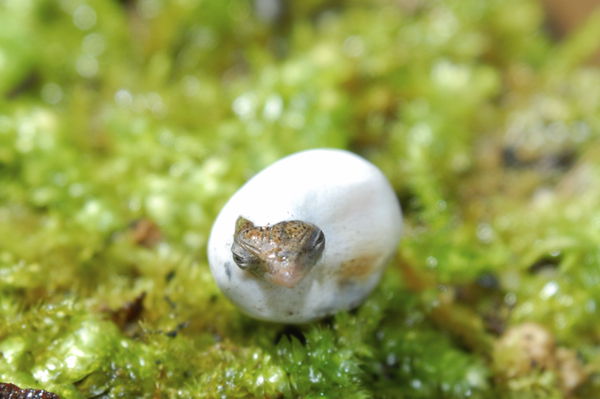
孵化
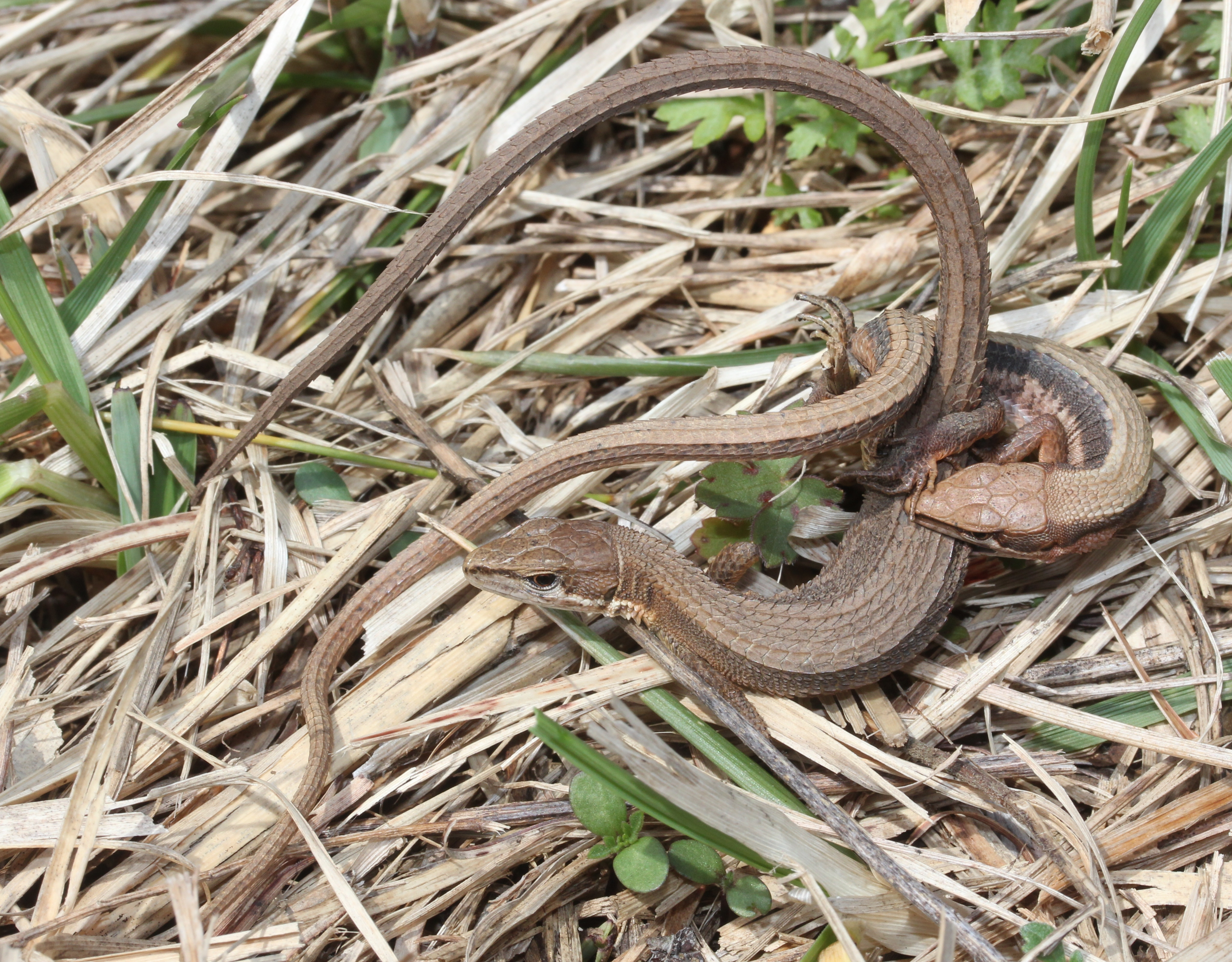
交尾
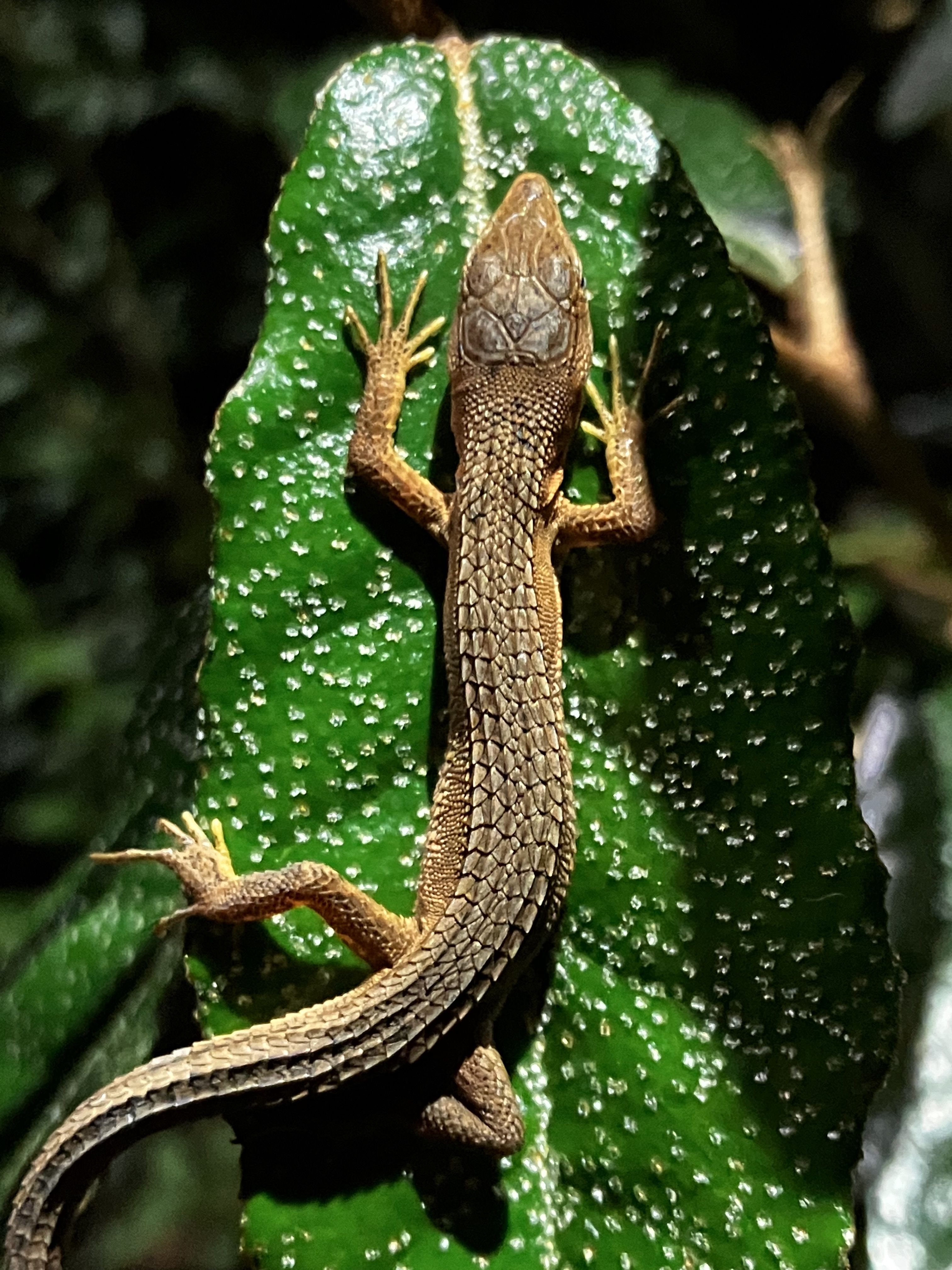
2022年9月27日 慶應義塾大学湘南藤沢キャンパスにて撮影

## 飼育
日本では最も人気のあるペット爬虫類の1つである。野生種・有精卵の採取または稀にペットショップ・爬虫類専門店等から入手することで飼育が可能。

### 飼育環境
飼育ケースは昆虫飼育ケースの大サイズ（全長30cmほど）あれば飼育可能とされている。
床材は採取した場所の土、園芸用の土、または爬虫類用の土いずれでも飼育可能とされるが、ダニや寄生虫予防の観点からおすすめは爬虫類用の土または園芸用の土とされている。
昼行性爬虫類であることから日光浴が必要。日光浴によってビタミンD3が生成されカルシウムの吸収を補うが、飼育下では日光浴不足をバスキングライトで補う必要がある。太陽光と同様の紫外線、具体的にはUVAとUVBが必要であり、特にUVBは窓越しの日差しではほぼ遮断されてしまうためUVBも放出するバスキングライトを使用する必要がある。
飼育温度は日本の春～秋の外気温と同様範囲内であれば問題ないとされている。15度を下回ると活動が落ち消化不良を引き起こす可能性があるため冬眠させない場合は冬でもバスキングライト等使用してケージ内を20度前後に保つ必要がある。一方で夏場は熱中症予防のためバスキングライトを照らしている側であっても35度以上とならないよう調整が必要。

### 餌
春～秋にかけて野外の昆虫・節足動物（バッタ、クモ、コオロギなど）やミミズ、または餌用でペットショップ等で販売されているコオロギやミルワームを幼体であれば1～2日に1回、成体であれば2～3日に1回食べるだけ与える。幼体であれば、コオロギの場合SSサイズ、生体であればSサイズのコオロギを与えるとよい。トカゲ用の人工餌を食べる個体もいるものの基本的には活き餌しか食べないとされる。ピンセットから直接食べる個体もいるが、野生種を採取して飼育している場合臆病で出てこないことがあるため置き餌としてケース内に餌を入れておき、当日中に残した分は取り除く必要がある。
水も皿または霧吹きで与える必要がある。
通常の活き餌だけではカルシウム・ビタミン不足となるため、爬虫類用のカルシウム剤やマルチビタミン剤を添加する必要がある。